# Owca wieloroga

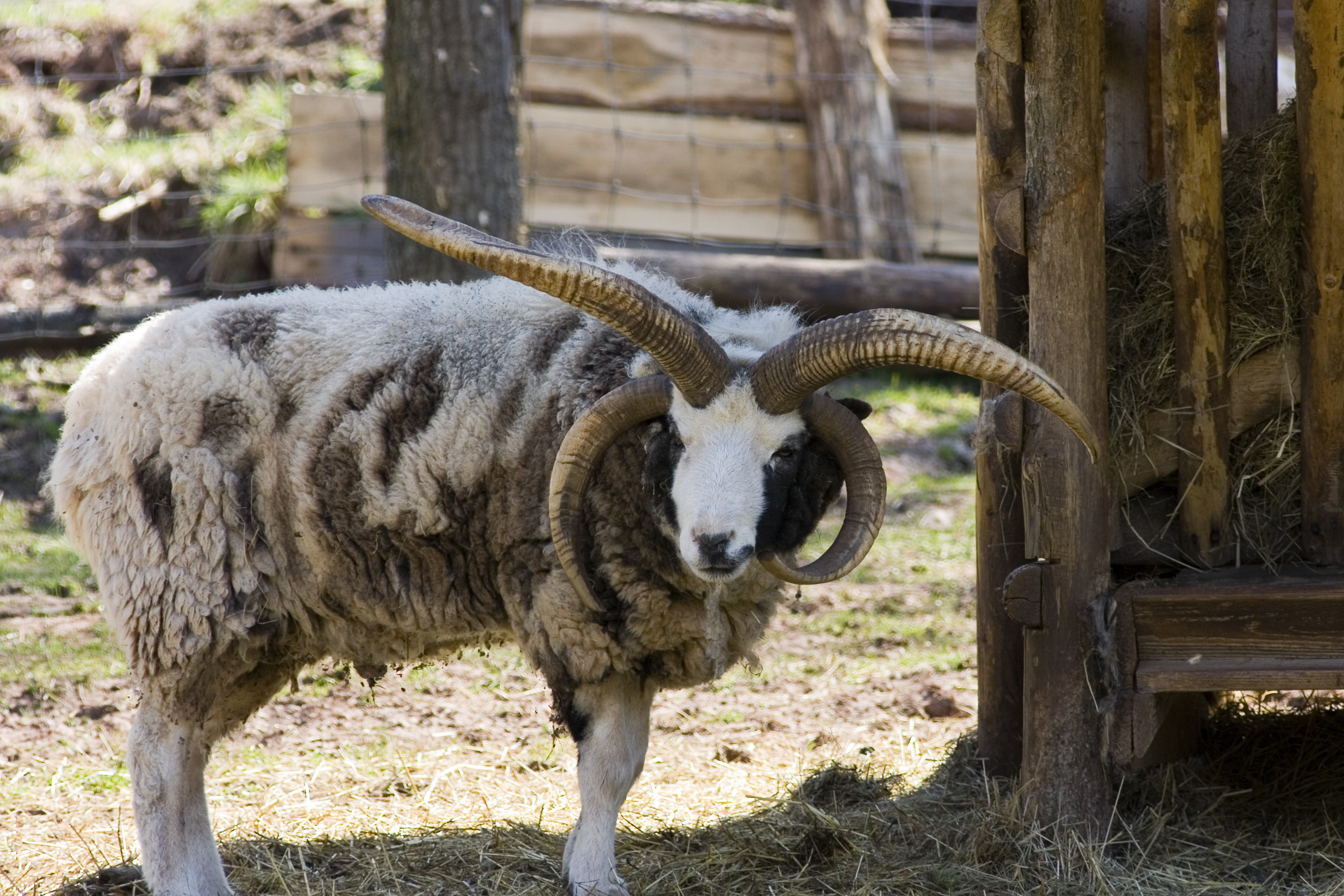
Owca wieloroga

Owca wieloroga, owca czteroroga, owca Jacoba – rasa owiec. Jej pochodzenie nie jest znane. Przypuszcza się, że pochodzi z obszarów dzisiejszej Syrii. Hodowana jest głównie w Europie zachodniej i w USA w stanie Teksas, ale jej obszary hodowli obejmują także stany sąsiednie, gdzie hoduje ją się na bardzo małą skalę. Jej głównym celem użytkowym jest dostarczanie mięsa i mleka.
Owca ta posiada dwie pary rogów, z których jedna jest dłuższa i skierowana ku dołowi. Wyższa para jest natomiast krótsza i szersza, jak u muflona. Owce wielorogie posiadają umaszczenie czarne, brązowe, szare bądź białe. Niekiedy spotyka się jednak osobniki o maści cętkowanej lub plamistej.
Cechy charakterystyczne
- długość: 80–90 cm
- masa: 65–70 kg
- uwagi: obie płci tej rasy są rogate i posiadają charakterystyczne dwie pary rogów, z których jedna jest zazwyczaj skierowana ku dołowi po bokach głowy.